# Ray Krebbs
Ray Krebbs is een personage uit de Amerikaanse soapserie Dallas. De rol werd vertolkt door Steve Kanaly van aan de start van de serie tot in 1988. Hij keerde nog terug in de finale van de serie in 1991 en ook in de televisiefilm War of the Ewings in 1998.